# Maxentius
Maxentius (egl. Marcus Aurelius Valerius Maxentius), (ca. 278-28. oktober 312), romersk kejser i vest 306-312, kendt som Konstantin den Stores modstander.
Han var søn af kejser Maximian Herculius og voksede op i vest, blev svigersøn til kejser Galerius, men blev holdt uden for tronfølgen 305 på grund af strid med enten faderen eller svigerfaderen. Da Constantius Chlorus døde 306, lod Maxentius sig udråbe til kejser i vest i konkurrence med Konstantin og fik (måske ved pres) Maximian til at støtte hans krav. Sammen med denne besejrede og henrettede han den udpegede nye kejser Valerius Severus og afviste bagefter med succes Galerius’ invasionsforsøg.
I disse år styrede Maxentius Sydvesteuropa med centrum i Rom, mens han overlod Konstantin England og Frankrig. Hans strid med faderen førte imidlertid til nye krige, hvorunder denne søgte Konstantins hjælp, men selv blev fanget og døde. 312 kom det til et endeligt opgør, Maxentius allierede sig med Maximinus Daza, Konstantin invaderede Italien, og da Maxentius ville afvise angrebet blev han besejret i slaget ved Den Milviske Bro i oktober og druknede under flugten. Slaget sikrede Konstantin enemagten i vest og blev berømt ved Konstantins påståede syn af et kors.
Maxentius har, som Konstantins fjende, generelt fået et ringe eftermæle; han skildres som arrogant og magtlysten. Dette modsiges for så vidt ikke af begivenhederne, derimod er det næppe rigtigt at opfatte som som en religiøs modpol til Konstantin, da han selv synes at have vist stor tolerance over for kristendommen. 
Det kendte Romulus’ Tempel på Forum Romanum er opkaldt efter hans søn, der døde ganske ung.